# Teenage Mutant Ninja Turtles (arcadespel)
Teenage Mutant Ninja Turtles (Japans: 激亀忍者伝) is een computerspel geproduceerd door Konami. Het spel kwam in 1989 uit als arcadespel. Later volgde release voor andere platforms. Het is een scrolling vechtspel gebaseerd op de strips en eerste animatieserie van de Teenage Mutant Ninja Turtles. Net als bij veel andere Turtles merchandising werd de naam veranderd naar Teenage Mutant Hero Turtles in Engeland.
De speler kan op elk moment wisselen tussen de vier Turtles: Leonardo, Michelangelo, Donatello en Raphael. In het spel is het uiteindelijk doel om April O'Neil en Splinter te redden van Shredder.
Naast dat het spel uitkwam als arcadespel, werd het alter ook uitgegeven voor onder andere de NES. Deze versie verschilt in een paar opzichten van het arcadespel.

## Knoppen
Om een speciale aanval uit te voeren moet de speler de “spring” en “aanval” knoppen tegelijk indrukken. Deze aanval kan een Foot Soldier met een slag uitschakelen en andere vijanden veel schade toebrengen, waaronder ook de eindbazen. Leonardo, Michelangelo en Donatello springen allemaal de lucht in en raken een vijand met hun wapen, terwijl Raphael als speciale aanval over de grond rolt en van onder toeslaat.
De werpaanval van elek Turtle is gelijk: door hun wapen uit te steken kunnen de Turtles een vijand over hun hoofd gooien, wat de vijand meteen uitschakelt. Donatello kan dit het snelst daar zijn bo ver kan uitsteken. Michelangelo doet er het langst over.
De moeilijkheidsgraad van het spel wordt bepaald door het vooraf gekozen niveau (Easy, Normal, Har en Very Hard), en het aantal spelers. Het “Very Hard” niveau met vier spelers is het lastigst.

## Vijanden
De meeste vijanden in het spel zijn leden van de Foot Clan. Ze dragen allemaal een andere kleur uniform, waaraan meteen te zien is wat voor wapens ze gebruiken. Een volledige lijst van alle vijanden in het spel:
Foot soldiers:
- Paars: De meest voorkomende vijanden in het spel. Ze zijn vaak ongewapend, of dragen enkel een speer of raket bij zich. Ze verbergen zich vaak op de achtergrond en gooien een kleine staaf dynamiet naar de Turtles voordat ze zich laten zien. Ongewapende soldiers gebruiken spring en trap technieken. De Foot Soldiers met speren zijn de moeilijkste “normale” vijanden. Ze kunnen zowel van dichtbij als veraf aanvallen. Als een Foot Soldier zijn speer werpt, wordt hij een ongewapende Soldier. Ook de raketversie van deze Foot Soldier kan zijn wapen maar 1 keer afvuren, waarna hij ongewapend doorvecht.
- Wit: Deze ninja’s zijn gewapend met messen of een katana. De messoldaten hebben een ongelimiteerd aantal messen die ze naar de Turtles kunnen gooien. De Katanasoldaten voeren onder andere luchtaanvallen uit. De witte Foot Soldiers tellen als standaard vijanden in het spel.
- Oranje: Deze ninja’s zijn gewapend met shuriken (werpsterren) of een machinegeweer. De versies met ninjasterren zijn makkelijk uit te schakelen, vooral omdat hun wapens kunnen worden teruggekaatst naar de ninja zelf. De machinegeweer ninja’s zijn lastiger en kunnen het beste met een speciale aanval worden uitgeschakeld.
- Geel: Deze ninja’s zijn altijd gewapend met boemerangs. Ze kunnen hun wapen over een lange afstand werpen, maar moeten stilstaan om hem weer te vangen. De boemerang kan worden teruggekaatst. Ze gebruiken ook hand- en traptechnieken als ze dicht bij de Turtles komen.
- Roze: deze ninja’s dragen een sloophamer bij zich. Hoewel ze traag zijn, kunnen ze grote schade aanrichten. Echter, als ze missen, duurt het even voordat ze hun hamer kunnen optillen en nog een aanval uitvoeren. Ze verschijnen vooral in het skateboard level. Er bestaan ook versies van deze ninja’s gewapend met een machinegeweer of een waaier.

Overige vijanden:
- Roadkill Rodney: deze vijanden duiken op door zichzelf een weg naar boven te graven vanuit de grond. Ze hebben twee aanvallen: een laser en een elektrische lasso. De lasso verlamt een Turtle tijdelijk. Ze zijn sterker dan Foot Soldiers en daardoor lastiger te verslaan.
- Mousers: de Mousers zijn creaties van Dr. Baxter Stockman. Ze hebben maar 1 aanval: bijten. Ze kunnen zich vastbijten aan een Turtle en zo langzaam de energie van die Turtle aftappen. Ze kunnen met 1 goede aanval worden verslagen.
- Tubular Transport: een overgroeide mechanische mug gewapend met een laser. De Tubular Transport zijn kleine vijanden die zich door de lucht voortbewegen. Ze kunnen met een speciale aanval makkelijk worden uitgeschakeld.
- Artillery Mechanism: deze mechanismen verschijnen in de Fabriek en Technodrome levels. Ze bewegen op en neer en vuren daarbij continu lasers af. Om ze te verslaan, moeten ze worden gedeactiveerd.
- Helikopters: de foot soldiers kunnen deze helikopters gebruiken voor extra aanvallen. Ze kunnen een regen van kogels afvuren, of bommen laten vallen.

## Levels
April's Hot Midtown Loft - Baas: Rocksteady
De speler begint met de Turtles in een brandend gebouw. Ze moeten April redden uit het vuur en haar in veiligheid brengen. De Turtles komen aan beide kanten van de hal Foot Soldiers tegen. De paarse breken door een deur heen en de anderen komen uit een lift. Bij vier spelers kunnen er ook vlammen uit het plafon vallen. Nadat Rocksteady is verslagen, verschijnt Shredder en ontvoert April.
Times Square - Baas: Bebop
Aan het begin van het level duiken meteen paarse Foot Soldiers op. Ook worden de gele Foot Soldiers hierin geïntroduceerd. De paarse Foot Soldiers duiken op uit putten, en kunnen de deksels hiervan naar de Turtles gooien. De Turtles kunnen onder andere parkeermeters en brandkranen als extra wapens gebruiken in dit level.
Nadat Bebop is verslagen duiken de Turtles een put in.
SoHo Sewer System - Baas: Dr. Baxter Stockman
In de riolen moeten de Turtles voor het eerst ook tegen Mousers vechten. De eindbaas, Baxter Stockman, laat voortdurend Mousers los maar vecht zelf niet. Hij zit in een vliegende machine. Hij kan worden verslagen door zijn machine te vernietigen, of alle Mousers te verslaan.
The Snowfield - Baas: Tora

Dit level kwam niet voor in de arcade versie. Allen in de NES.
Vinnie's Valet Parking Garage - Bazen: Bebop en Rocksteady (arcade versie), Dr. Baxter Stockman in zijn vlieg vorm (NES versie)
Dit is een zeer kort level. De Turtles kunnen voorwerpen uit de omgeving gebruiken als wapens. Als dit level is uitgespeeld, is April gered.
Rock-A-Fella Expressway (Geen baas)
Dit level geeft de speler een groot gebied om in te vechten. In het level komen paarse Foot Soldiers op motorfietsen voor, en een hoop Roadkill Rodneys. In het eerste deel van het spel loop je gewoon, maar het tweede deel is een skateboardlevel. In dit deel van het level komen ook helikopters voor
Rock Quarry Factory  - Baas: Granitor
The Dojo - Baas: Shogun

Dit level komt niet voor in de Arcade versie.
The Technodrome - Bazen: General Traag, Krang's robot, en Shredder